# Бошко Максимовић
Бошко Максимовић (Криваја код Приједора, 8. јун 1970) српски је крајишки певач крајишке музике и оснивач крајишке групе Остављени Крајишници.